# Rejon tepłycki
Rejon tepłycki – jednostka administracyjna w składzie obwodu winnickiego Ukrainy.
Powstał w 1930. Ma powierzchnię 810 km² i liczy około 35 tysięcy mieszkańców. Siedzibą władz rejonu jest Tepłyk.
W skład rejonu wchodzą 1 osiedlowa rada oraz 25 silskich rad, obejmujących 42 wsie i 5 osad.

## Miejscowości rejonu
- Antoniwka[1] (Антонівка)
- Bdżilna[2] (Бджільна)
- Bridok (Брідок)
- Czerwona Dołyna (Червона Долина)
- Czerwonyj Kut (Червоний Кут)
- Czwiłihiwka (Цвіліхівка)
- Dubna (Дубина)
- Iwaniw (Іванів)
- Kamionka (Кам'янки)
- Karabelówka[3] (Карабелівка)
- Kiblicz (Кублич)
- Kiwaczówka[4] (Кивачівка)
- Komarówka (Комарівка)
- Kostjukiwka[5] (Костюківка)
- Kożuchówka[6] (Кожухівка)
- Kyzymy (Кизими)
- Łeninka (Ленінка)
- Łozowata[7] (Лозовата)
- Markówka[8] (Марківка)
- Metanówka[9]  (Метанівка)
- Moczułka Mała (Мала Мочулка)
- Moczułka Wielka (Велика Мочулка)
- Myszarówka[10]  (Мишарівка)
- Orłówka[11]  (Орлівка)
- Panczyszyne (Панчишине)
- Pietraszówka[12] (Петрашівка)
- Pobórka (Побірка)
- Pohoryła[13] (Погоріла)
- Polohy[14] (Пологи)
- Rososza[15]  (Росоша)
- Rozkoszówka (Розкошівка)
- Rozkoszówka (Розкошівка) osada
- Sasza (Саша)
- Siekierzany[16] (Сокиряни)
- Sobolówka (Соболівка)
- Stepaniwka (Степанівка)
- Strażgród[17] (Стражгород)
- Szewczenka (Шевченка)
- Szewczenkiwka (Шевченківка)
- Szymanówka (Шиманівка)
- Tepłyk (Теплик)
- Topolówka[18] (Тополівка)
- Udycz (Удич)
- Ważne (Важне)
- Weseliwka[19] (Веселівка)
- Załuże[20] (Залужжя)
- Zawadówka (Завадівка)